# 先驱者P-3 (X)号
先驱者p-3号，也称先驱者X号（Pioneer P-3），是一个发射失败的空间探测器，发射于1959年11月26日。这一探测器原本计划进入月球轨道，研究地球和月球之间的宇宙空间，它还装备了电视摄像机用以拍摄月球表面的图像，但是由于发射用的火箭出现了故障导致任务失败。